# Фінал Світового туру ATP 2015
ATP World Tour Finals 2015 — тенісний турнір, що проходив на кортах з твердим покриттям у Лондоні, Велика Британія з 16 листопада.

## Фінальна частина

### Одиночний розряд
Новак Джокович —  Роджер Федерер 6–3, 6–4

### Парний розряд
Жан-Жульєн Роєр /  Горія Текеу —  Роган Бопанна /  Флорін Мерджа 6–4, 6–3